# Pertusaria glaucomela
Pertusaria glaucomela är en lavart som först beskrevs av Edward Tuckerman och som fick sitt nu gällande namn av William Nylander. 
Pertusaria glaucomela ingår i släktet Pertusaria och familjen Pertusariaceae. Inga underarter finns listade i Catalogue of Life.